# Dick Rathmann
Dick Rathmann, geboren als James Rathmann (Los Angeles, Californië, 6 januari 1924 - Melbourne, Florida, 1 februari 2000) was een Amerikaans Formule 1-coureur. Hij nam tussen 1950 en 1964 9 maal deel aan de Indianapolis 500, waarvan vijf hiervan, de edities van 1950, 1956, 1958, 1959 en 1960 in het wereldkampioenschap Formule 1 vielen. Hierin behaalde hij 1 pole position en 2 WK-punten.